# Lim Geum-byeol
Lim Geum-byeol (23 juni 1998) is een Zuid-Koreaans taekwondobeoefenaar.
Ze heeft in 2015 een gouden medaille gewonnen in het bantamgewicht op de wereldkampioenschappen taekwondo in Tsjeljabinsk.